# 乔安娜·迈尔斯
乔安娜·迈尔斯（英語：Joanna Miles，1940年3月6日—），美国女演员。曾获得黄金时段艾美奖戏剧类电视系列剧最佳女配角。